# キップ・グロス
キップ・リー・グロス（Kip Lee Gross, 1964年8月24日 - ）は、アメリカ合衆国ネブラスカ州スコッツブラフ出身の元プロ野球選手（投手）。

## 経歴
1986年のMLBドラフト4巡目（全体102位）でニューヨーク・メッツから指名され、入団。
1989年12月にジョン・フランコとマイナー選手1名とのトレードでランディ・マイヤーズとともにシンシナティ・レッズに移籍した。
1990年にメジャー初登板。
1991年には6勝を挙げキャリア唯一の完投勝利も記録している。
1992年からはロサンゼルス・ドジャースでプレー。
1994年は開幕早々に解雇となったフランク・カンポスの代わりに、シーズン途中に日本ハムファイターズに入団。。入団時に年俸は5000万円だった。5月26日の千葉ロッテマリーンズ戦でNPB初登板した。6月14日の福岡ダイエーホークス戦でNPB初勝利を記録した。この年は6勝12敗、防御率4.29と振るわなかったが、中4日での登板の多さや完投能力を評価され残留となった。
1995年のオープン戦で、同年からロッテに加入した元チームメイトのエリック・ヒルマンと再会し、その時にチェンジアップの握りを教わるとその結果成績が向上し、16勝を挙げパ・リーグ最多勝利のタイトルを獲得した。なお13敗はこの年のリーグ最多敗戦であり、最多勝と最多敗戦の同時記録は1981年の今井雄太郎以来で外国人としては初の記録であった。
1996年も17勝を挙げ、2年連続でパ・リーグ最多勝利のタイトルを獲得した。防御率も3点台で安定し、当時のパ・リーグを代表する投手となった。またこの年のオールスターゲームに出場し、第1戦で勝利投手となっている。オールスターにはヒルマンも出場し、グランド整備の時のパフォーマンスタイムでは二人もパフォーマンスに参加した。1995年に近鉄バファローズから移籍してきた山下和彦との相性が良く、1996年はグロスの先発時には、ほぼ山下がマスクを被っていた。
1997年にも13勝を挙げ、3年連続2桁勝利に到達した。シーズン途中の8月12日に酔っ払いに捕まり、右の肋骨を折るアクシデントに見舞われていたが、29日に勝利を記録するまで骨折を隠しながら投げていた。
1998年、シーズン前に故障のため一時帰国し手術。その後チームに戻って終盤に3勝を挙げたが、シーズン終了後に解雇された。
その後は1999年にボストン・レッドソックスでメジャー復帰を果たし、2001年限りで現役を引退した。
現役引退後は2010年に独立リーグであるゴールデンベースボールリーグのヴィクトリア・シールズで監督を務めた。

## 選手としての特徴
日本ハム在籍当時はイチローが所属していたこともあり、オリックス・ブルーウェーブ戦にめっぽう弱く、チームのエースにもかかわらず対オリックス0勝のシーズンもあった。

## 詳細情報

### 年度別投手成績
| 年 度    | 球 団    | 登 板 | 先 発 | 完 投 | 完 封 | 無 四 球 | 勝 利 | 敗 戦 | セ 丨 ブ | ホ 丨 ル ド | 勝 率 | 打 者 | 投 球 回 | 被 安 打 | 被 本 塁 打 | 与 四 球 | 敬 遠 | 与 死 球 | 奪 三 振 | 暴 投 | ボ 丨 ク | 失 点 | 自 責 点 | 防 御 率 | W H I P |
| -------- | -------- | ----- | ----- | ----- | ----- | -------- | ----- | ----- | -------- | ----------- | ----- | ----- | -------- | -------- | ----------- | -------- | ----- | -------- | -------- | ----- | -------- | ----- | -------- | -------- | ------- |
| 1990     | CIN      | 5     | 0     | 0     | 0     | 0        | 0     | 0     | 0        | --          | ----  | 25    | 6.1      | 6        | 0           | 2        | 0     | 0        | 3        | 0     | 0        | 3     | 3        | 4.26     | 1.26    |
| 1991     | CIN      | 29    | 9     | 1     | 0     | 0        | 6     | 4     | 0        | --          | .600  | 381   | 85.2     | 93       | 8           | 40       | 2     | 0        | 40       | 5     | 1        | 43    | 33       | 3.47     | 1.55    |
| 1992     | LAD      | 16    | 1     | 0     | 0     | 0        | 1     | 1     | 0        | --          | .500  | 109   | 23.2     | 32       | 1           | 10       | 1     | 0        | 14       | 1     | 1        | 14    | 11       | 4.18     | 1.77    |
| 1993     | LAD      | 10    | 0     | 0     | 0     | 0        | 0     | 0     | 0        | --          | ----  | 59    | 15.0     | 13       | 0           | 4        | 0     | 0        | 12       | 0     | 0        | 1     | 1        | 0.60     | 1.13    |
| 1994     | 日本ハム | 25    | 21    | 7     | 0     | 1        | 6     | 12    | 0        | --          | .333  | 641   | 149.0    | 169      | 14          | 56       | 4     | 2        | 62       | 11    | 1        | 74    | 71       | 4.29     | 1.51    |
| 1995     | 日本ハム | 31    | 31    | 15    | 5     | 4        | 16    | 13    | 0        | --          | .552  | 952   | 231.0    | 219      | 12          | 59       | 2     | 12       | 114      | 3     | 0        | 92    | 78       | 3.04     | 1.20    |
| 1996     | 日本ハム | 28    | 28    | 8     | 1     | 0        | 17    | 9     | 0        | --          | .654  | 827   | 193.2    | 201      | 18          | 53       | 3     | 9        | 79       | 9     | 1        | 92    | 78       | 3.62     | 1.31    |
| 1997     | 日本ハム | 33    | 33    | 8     | 3     | 0        | 13    | 11    | 0        | --          | .542  | 975   | 233.1    | 235      | 18          | 69       | 10    | 9        | 98       | 9     | 0        | 103   | 94       | 3.63     | 1.30    |
| 1998     | 日本ハム | 7     | 7     | 1     | 0     | 0        | 3     | 4     | 0        | --          | .429  | 154   | 36.1     | 30       | 1           | 15       | 0     | 4        | 11       | 0     | 3        | 18    | 16       | 3.96     | 1.24    |
| 1999     | BOS      | 11    | 1     | 0     | 0     | 0        | 0     | 2     | 0        | 0           | .000  | 64    | 12.2     | 15       | 3           | 8        | 2     | 3        | 9        | 1     | 0        | 11    | 11       | 7.82     | 1.82    |
| 2000     | HOU      | 2     | 1     | 0     | 0     | 0        | 0     | 1     | 0        | 1           | .000  | 23    | 4.1      | 9        | 2           | 2        | 0     | 0        | 3        | 0     | 0        | 8     | 5        | 10.38    | 2.54    |
| MLB：6年 | MLB：6年 | 73    | 12    | 1     | 0     | 0        | 7     | 8     | 0        | 1           | .467  | 661   | 147.2    | 168      | 14          | 66       | 5     | 3        | 81       | 7     | 2        | 80    | 64       | 3.90     | 1.58    |
| NPB：5年 | NPB：5年 | 124   | 120   | 39    | 9     | 5        | 55    | 49    | 0        | --          | .529  | 3549  | 843.1    | 854      | 63          | 252      | 19    | 36       | 364      | 32    | 5        | 379   | 337      | 3.60     | 1.31    |

- 各年度の太字はリーグ最高

### タイトル
NPB
- 最多勝利：2回 （1995年、1996年）
  - パシフィック・リーグ初の外国人投手最多勝利（1995年）：外国人投手の最多勝利は、1964年のジーン・バッキー以来31年ぶり
  - 外国人投手初の2年連続最多勝利（1995年・1996年）：2リーグ制導入以降、外国人投手の2年連続最多勝利はパ・リーグではグロスのみ（セ・リーグでは2007年・2008年にセス・グライシンガーが2年連続最多勝）

### 表彰
NPB
- 月間MVP：2回 （1995年8月、1997年5月）
- 東京ドームMVP：1回 （1995年）

### 記録
NPB初記録
- 初登板：1994年5月26日、対千葉ロッテマリーンズ8回戦（東京ドーム）、8回表に4番手として救援登板・完了、2回無失点
- 初奪三振：同上、8回表に初芝清から
- 初先発登板：1994年6月3日、対千葉ロッテマリーンズ9回戦（千葉マリンスタジアム）、6回4失点で敗戦投手
- 初勝利：1994年6月14日、対福岡ダイエーホークス10回戦（福岡ドーム）、7回0/3を2失点
- 初完投勝利：1994年7月3日、対千葉ロッテマリーンズ13回戦（東京ドーム）、9回2失点
- 初完封勝利：1995年4月27日、対近鉄バファローズ5回戦（東京ドーム）、10回無失点

NPBその他の記録
- オールスターゲーム出場：2回 （1996年、1997年）

### 背番号
- 59 （1990年 - 1991年）
- 36 （1991年）
- 57 （1992年 - 1993年）
- 60 （1994年 - 1998年）
- 27 （1999年）
- 56 （2000年）